# Friedrich Sigismund von Cnobloch
Friedrich Sigismund (auch Sigmund o. ä.) Freiherr von Cnobloch (* 8. Februar 1791 in Freyburg (Unstrut); † 5. Januar 1865 in Graz) war ein aus Sachsen stammender österreichischer Unternehmer, der für seine Verdienste als k. k. privilegierter Großhändler in Wien in den Freiherrenstand erhoben wurde.

## Leben und Wirken
Der aus dem Kurfürstentum Sachsen stammende Cnobloch ließ sich als Kaufmann in der sächsischen Residenzstadt Dresden nieder. Später wechselte er in die österreichische Landeshauptstadt Wien, wo er sich zum Großhändler entwickelte und vom Kaiser privilegieren ließ. Als solcher erlangte er die Gunst des Herzogs von Sachsen-Altenburg, der ihn unter Umgehung der einfachen Nobilitierung am 30. März 1838 sofort in den Freiherrenstand erheben und ihm ein Wappen verleihen ließ.
Er heiratete 1825 Minna von Henikstein (1805–1862), deren Vater Johann (1775–1855) war Großhändler und dritter Sohn des Großhändlers, Regierungsrats und galizischen Salzamtsdirektors Adam Albert (ursprünglich: Abraham) Hönig (1745–1811; 1781 Übertritt mit allen Kindern vom Judentum zum katholischen Bekenntnis; 1784 geadelt; ab 1807 Ritter und Edler von Henikstein), sowie ein Bruder des Bankiers Joseph von Henikstein. Der Feldmarschallleutnant Alfred von Henikstein war ein Vetter von Cnoblochs Ehefrau Minna.
Der Sohn Friedrich Freiherr von Cnobloch, kaiserlich-königlicher Oberstleutnant a. D., heiratete 1858 die 1833 geborene Sarah Gräfin von Degenfeld-Schonburg. Die Tochter Minna heiratete 1849 den Minister und Statthalter in Niederösterreich, Sigmund Conrad von Eybesfeld.

## Weblink
- Personeneintrag in der Carl Maria Weber Gesamtausgabe